# برتران بورگالا
برتران بورگالا (فرانسوی: Bertrand Burgalat‎؛ زادهٔ ۱۹ ژوئیهٔ ۱۹۶۳) آهنگساز، خواننده، تهیه‌کننده موسیقی، و خواننده-ترانه‌پرداز اهل فرانسه است.
از فیلم‌هایی که وی در آن‌ها نقش داشته‌است، می‌توان به شاهزاده کوچک من اشاره نمود.